# David Frétigné

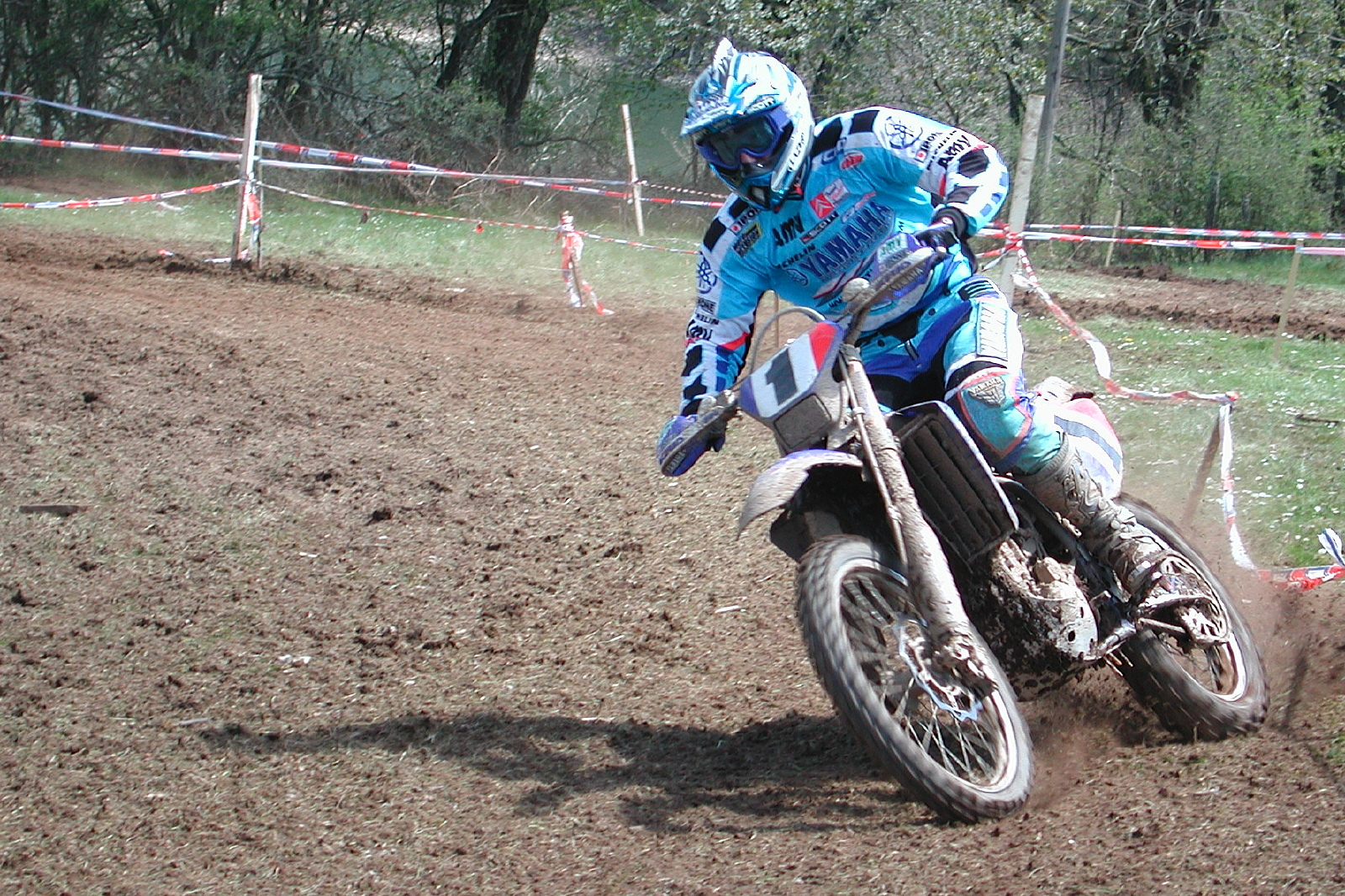
David Frétigné

David Frétigné (* 30. Juli 1970 in Mayenne) ist ein französischer Endurorennfahrer.
1993 feierte Frétigné seine ersten Erfolge im Endurosport. Er wurde Zweiter bei der Enduro-Weltmeisterschaft in der Teamwertung. 1996 gelang ihm die Vizemeisterschaft bei der Französischen Enduro-Meisterschaft. 1998 wurde er Zweiter bei der Weltmeisterschaft. Ein Jahr darauf wurde er erneut Französischer Vize-Enduromeister und siegte bei der Weltmeisterschaft in der Teamwertung. Auch 2000 und 2001 war Frétigné mit seinem Team wieder siegreich. Im weiteren Verlauf seiner Karriere gelangen ihm von 2000 bis 2004 durchgehend die Siege bei der Französischen Enduro-Meisterschaft sowie bei der Französischen Motocross-Meisterschaft. Er siegte 2001 auch bei der Internationalen Sechstagefahrt.
Seit 2002 bestreitet Frétigné auch Marathonrallyes. 2002, 2003, 2004 und zuletzt 2008 siegte er bei der AMV Shamrock Rally in Marokko. 2003 gewann er die Rally Orpi Marokko in der Kategorie bis 500 cm³.
Frétigné nahm 2004 mit seinem selbstgegründeten Team erstmals bei der Rallye Dakar teil. Sein Motorrad ist eine 450er-Yamaha, die den großen 690er-KTM von den Fahrleistungen her unterlegen war, und er damit nur Außenseiterchancen hat. Dennoch wurde er 2004 Siebter und 2005 Fünfter. 2007 musste er während der Rallye aufgeben. Die größte Überraschung gelang ihm bei der Rallye Dakar 2009, bei der er mit seiner unterlegenen Maschine selbst mit den Schnellsten mithielt und am Ende mit Platz drei eine Podestplatzierung erreichte.